# Dirck Snoucq

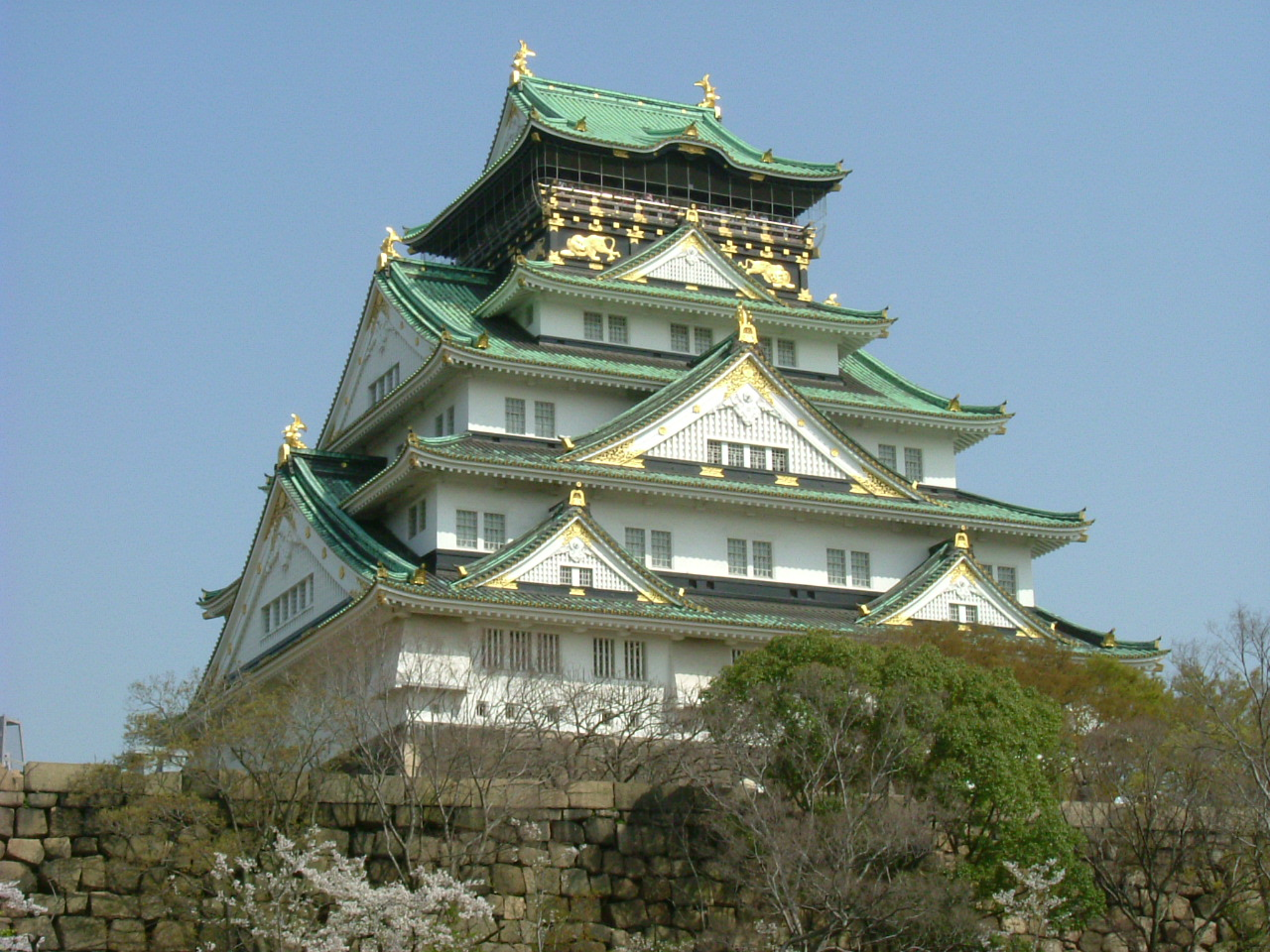
Het kasteel in Osaka

Dirck Snouck of Snoecq was in 1641 fiscaal op Fort Zeelandia (Taiwan), rond 1645 opperkoopman op Malakka en opperhoofd in Desjima (vanaf 9 december 1648 tot 5 november 1649).

## Biografie
In 1645 kreeg hij een missie naar Bantam. Bij uitspraak van den Raad van Justitie van 18 augustus 1646 werd Snouck gesuspendeerd in ambt, qualiteit en gage.
Ter gelegenheid van de inauguratie van Cornelis van der Lijn als Gouverneur-generaal maakte Snouck gebruik om opheffing van de inbeschuldigingstelling te verzoeken, die hem op 20 oktober 1646 door de Raad van Indië werd toegestaan.
In 1648 werd hij benoemd in Dejima. Hij bracht een lading zijde mee uit Tonkin en koeiehuiden uit Siam. Al twee jaar was er geen hofreis geweest vanwege de Nambu-affaire en ook Snoucq kreeg geen toestemming van de shogun om naar Edo te reizen.
Snoucq mocht niet de vrede met Spanje ter sprake brengen zodat geen verklaring behoefde te worden gegeven tussen de Republiek en Portugal. De fictie kon in stand houden dat de gezant Peter Blokhovius speciaal voor het bezoek aan Japan uit de Republiek was gekomen. De shogun vertrouwde het niet allemaal, maar kon niets bewijzen. Snoucq vertrok 5 november 1649 naar Batavia.